# Ново-Елгашево
Ново-Елгашево (баш. Яңы Ялғаш) — упразднённая деревня в Бирском районе Башкирской АССР Российской Федерации. Входила на год упразднения в состав Маядыковского сельсовета.
Жили русские (1959). Основана в XIX в. жителями деревни Елгашево (упразднена в 2005 году) как выселок.

## Топоним
Получил название от ойконима Елгашево  — деревни в составе Базановской волости. Впоследствии образовались парные названия Старо-Елгашева и Ново-Елгашева.
В свою очередь от Ново-Елгашева образован ойконим Ново-Елгашевский — хутор (выселок деревни).

## География
По сведениям 1896 года Ново-Елгашева — деревня при луге Суходоле.
По описанию на конец XIX века, деревня «расположена на ровном месте, у южного края надела, в 30 верстах от г. Бирска — главного места сбыта продуктов. При селении река Кутугуш, иногда пересыхающая».
По сведениям 1906 года Ново-Елгашева деревня при речке Маядынке, на просёлочной дороге.

### Географическое положение
Расстояние до (на 1 января 1969):
- районного центра (Бирск): 34 км,
- центра сельсовета (Маядыково): 1 км,
- ближайшей ж/д станции (Уфа): 76 км
- ближайшей пристани (Кушнаренково): 15 км.

## История
В источниках на 1896 и 1899 год деревня входила в состав Базановской волости.
По СНМ 1906 года деревня Ново-Елгашева входила в Айбашевскую волость.
По подворной переписи крестьянских хозяйств Бирского уезда 1914 года
Ново-Елгашева входила в Елгашевское сельское общество, проживали русские, государственные, 7 дворов с населением 30/22 мужчин и женщин.
На 1920 год деревня входила в Пономаревскую волость.

## Население
На 1914 год 7 дворов с населением 30/22 мужчин и женщин.
На 1920 год: 8 дворов и 27/28 жителей — русские; на 1926г — 9 дворов.

### Национальный состав
Население — русское, бывшие государственные крестьяне, в числе 5 дворовых и 5 ревизионных душ, получившие надел от казны по владенной записи.

## Инфраструктура
Основой экономики было сельское хозяйство. По описанию на конец XIX века: «Земля в двух участках: 1-й при селении и 2-й — луговой, в 15 верстах от селения. 2 домохозяина имеют особо купленную землю. Пашня па ровном месте, при селении. Распахана очень давно. Почва — рыхлый чернозем, чёрного цвета, глубиною 8 вершков. Подпочва — красная вязкая глина. На полях встречаются сорные травы. Севооборот — трехполье. Сеют: рожь, овес, полбу, гречу, просо, горох и пшеницу (мало). Удобрение практикуется. Пашут кунгурками. В селении 1 самодельная веялка. Огороды разводятся для себя. Скот пасется, кроме выгона, по пару и свободным полям и лугам. Выгон специальный. Водопой в реке. Избы топят покупными дровами. В селении есть 1 ветряная мельница. Сенокос поемный, заливается рекой Белой, на ровной местности, с наносной почвой».

## Транспорт
Источник 1906 года говорит, что деревня Ново-Елгашева стояла на просёлочной дороге.